# Бреза (Клана)
45°25′ пн. ш. 14°20′ сх. д. / 45.42° пн. ш. 14.34° сх. д.
Бреза (хорв. Breza) — населений пункт у Хорватії, у Приморсько-Горанській жупанії у складі громади Клана.

## Населення
Населення за даними перепису 2011 року становило 60 осіб.
Динаміка чисельності населення поселення:

## Клімат
Середня річна температура становить 9,66 °C, середня максимальна – 21,67 °C, а середня мінімальна – -2,90 °C. Середня річна кількість опадів – 1496 мм.
| Клімат поселення                              | Клімат поселення | Клімат поселення | Клімат поселення | Клімат поселення | Клімат поселення | Клімат поселення | Клімат поселення | Клімат поселення | Клімат поселення | Клімат поселення | Клімат поселення | Клімат поселення | Клімат поселення |
| Показник                                      | Січ.             | Лют.             | Бер.             | Квіт.            | Трав.            | Черв.            | Лип.             | Серп.            | Вер.             | Жовт.            | Лист.            | Груд.            |                  |
| Середній максимум, °C                         | 7,01             | 7,10             | 9,50             | 13,49            | 17,21            | 20,91            | 21,24            | 21,67            | 17,79            | 13,44            | 8,26             | 6,11             |                  |
| Середня температура, °C                       | 2,07             | 2,14             | 4,54             | 8,53             | 12,24            | 15,93            | 18,25            | 18,67            | 14,79            | 10,44            | 5,26             | 3,12             |                  |
| Середній мінімум, °C                          | −2,9             | −2,82            | −0,42            | 3,57             | 7,28             | 10,97            | 15,24            | 15,67            | 11,79            | 7,43             | 2,25             | 0,12             |                  |
| Норма опадів, мм                              | 108              | 93               | 110              | 118              | 107              | 132              | 92               | 112              | 134              | 165              | 181              | 144              |                  |
| Середньомісячна швидкість вітру, м/с          | 2.92             | 3.12             | 3.18             | 3.02             | 2.74             | 2.62             | 2.52             | 2.62             | 2.70             | 3.00             | 3.20             | 3.14             |                  |
| Середньомісячна сонячна радіація, кДж/м²·день | 4408             | 7321             | 10395            | 14695            | 18700            | 20248            | 21466            | 18277            | 13473            | 8951             | 4768             | 3713             |                  |
| --------------------------------------------- | ---------------- | ---------------- | ---------------- | ---------------- | ---------------- | ---------------- | ---------------- | ---------------- | ---------------- | ---------------- | ---------------- | ---------------- | ---------------- |
| Джерело:                                      |                  |                  |                  |                  |                  |                  |                  |                  |                  |                  |                  |                  |                  |